# Sparkle Taylor
Sparkle Taylor (ur. 28 lipca 1995 we Flint) – amerykańska koszykarka, występująca na pozycji rzucającej, obecnie zawodniczka Polskiego Cukru AZS-UMCS Lublin.
W grudniu 2022 zawarła umowę z zespołem Polskiego Cukru AZS-UMCS Lublin.

## Osiągnięcia
Stan na 28 marca 2023, na podstawie, o ile nie zaznaczono inaczej.

### NCAA
- Wicemistrzyni turnieju Women’s National Invitation Tournament (WNIT – 2014)
- Mistrzyni sezonu regularnego konferencji USA (2016)
- Uczestniczka rozgrywek Eite 8 turnieju WNIT (2014, 2016)
- Najlepsza rezerwowa konferencji USA (2016)
- Zaliczona do II składu C-USA (2017)

### Drużynowe
- Mistrzyni Polski (2023)[4]
- Finalistka Pucharu Rumunii (2022)[5]

### Indywidualne
(* – nagrody przyznane przez portal eurobasket.com)
- MVP:
  - ligi rumuńskiej (2022)*[5]
  - finałów EBLK (2023)[6]
  - kolejki ligi hiszpańskiej (2019/2020 – 3x)
- Najlepsza zawodniczka*[5]:
  - zagraniczna ligi rumuńskiej (2022)
  - występująca na pozycji obronnej ligi rumuńskiej (2022)
- Zaliczona do:
  - I składu:
    - ligi:
      - polskiej EBLK (2023)[7]
      - rumuńskiej (2022)*

    - ofensywnego ligi cypryjskiej (2018)*[5]
    - najlepszych zawodniczek zagranicznych ligi:
      - cypryjskiej (2018)*[8]
      - rumuńskiej (2022)*[5]

    - kolejki EBLK (4, 17 – 2022/2023)[9][10]

  - II składu ligi cypryjskiej (2018)*[8]
  - składu honorable mention ligi hiszpańskiej (2021)*[11]